# Abduktor
Abduktor (łac. abductor od abducere – odciągać, odwodzić) – nazwa anatomiczna każdego mięśnia odciągającego kończynę (odwodziciela) od osi ciała lub jego części. W obrębie kończyny górnej abduktorami są mięśnie odwodzące palców o linii pośrodkowej dłoni i mięśnie odwodzące kończyny górnej (np. w stawie łopatkowo-ramiennym mięsień naramienny i mięsień nadgrzbieniowy odpowiadają za ruch ramienia na zewnątrz). W obrębie kończyny dolnej są to: mięśnie odwodzące palców. Przykładowo w stawie biodrowym, mięsień pośladkowy średni oraz napinacz powięzi szerokiej kontrolują ruchy boczne uda.